# مديرية المنتجات العلاجية
مديرية المنتجات العلاجية (بالإنجليزية: Therapeutic Products Directorate ومختصرها TPD)‏ هي هيئة اتحادية في كندا تقوم بتنظيم الأدوية والأجهزة الطبية للاستخدام البشري. يجب على الشركات المصنعة تقديم أدلة علمية موضوعية على سلامة منتجاتها وفعاليتها وجودتها كما هو مطلوب بموجب قانون ولوائح الأغذية والأدوية قبل منحها تراخيص التسويق.
مديرية المنتجات العلاجية وهي واحدة من المديريات السبع العاملة في قسم المنتجات الصحية والغذاء، وهي فرع من فروع وزارة الصحة الكندية.